# 린지 브로드
린지 브로드(Lindsey Broad)는 미국의 배우, 텔레비전 배우, 영화배우, 연극 배우이다.

## 방송
- 벤더스
- The office 시즌8
- 틸 데스 시즌4

## 영화
- 베이크드 인 브루클린 (2016년) - MJ 역
- 벤더스 (2015년)
- 돈 존 (2013년) - 로렌 역
- 21 점프 스트리트 (2012년) - 리사 역